# A Missa do Ateu

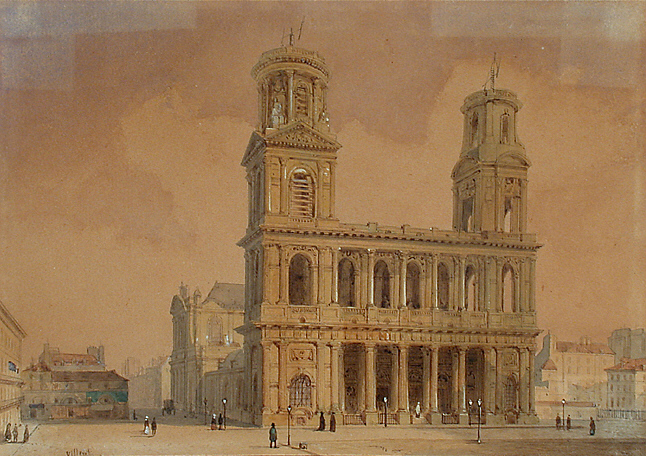
Imagem da capela de Paris.

A Missa do Ateu (em francês La Messe de l'athée) é "um dos contos mais perfeitos e mais sugestivos" de Honoré de Balzac aparecido em 1836 na "Chronique de Paris". Foi publicado em volume no tomo XII dos Estudos filosóficos em 1837 por Delloy et Lecou com uma dedicatória a seu amigo Auguste Borget, depois em 1837 na série dos Estudos filosóficos, e em seguida no tomo X das Cenas da vida parisiense da edição Furne da Comédia Humana em 1844 entre Facino Cane e Sarrasine. Na edição Furne corrigida de 1845, o texto foi colocado nas Cenas da vida privada, entre Pierre Grassou e A interdição.
Em uma carta a Madame Hanska de 18 de janeiro de 1836, Balzac afirma ter "concebido, escrito e impresso em uma única noite" o conto.

## Resumo
O cirurgião Desplein, mestre de Horace Bianchon (o médico mais recorrente na Comédia Humana), é apresentado pela primeira vez. Ele será ainda mencionado algumas vezes nas Ilusões perdidas e em Um Conchego de Solteirão. Essa personagem fundamentalmente honesta, violenta em seu ateísmo declarado, crente fanático da ciência, e somente dela, guarda um segredo que seu discípulo descobre por acaso. Bianchon surpreende Desplein ouvindo uma missa na Igreja de São Sulpício. Intrigado com a conduta de seu mestre, contrária às idéias que professa, Bianchon se entrega a uma verdadeira vigilância do cirurgião, até o dia em que, tendo verificado que Desplein assiste quatro vezes ao ano a uma missa, exige francamente explicações.
Desplein não esconde nada de seu passado e se abre, então, a seu discípulo. Assim começa o relato principal.
Desplein viveu ele próprio em miséria e ascendeu com dificuldade ao lugar que Bianchon frequentou: a casa de "Quatre-Vents", isto é, o "depositório de grandes homens" onde o próprio Daniel d'Arthez viveu e que se tornaria na Comédia Humana o Cenáculo. Quando estava para morrer de fome, o cirurgião encontra ajuda e socorro na pessoa de um homem tão pobre quanto ele: um carregador de água auvernês que lhe forneceu ajuda e alimentação. O homem velho acolhe o estudante (dono de um futuro promissor), assumindo para ele o lugar de pai, e auxilia os primeiros sucessos de seu protegido com alegria. Mas Desplein não pôde salvar seu amigo da morte. Ele institui, então, em sua memória, uma missa trimestral em São Sulpício, pois o carregador de água era um crente ingênuo e fervoroso.